# 岡崎慎
岡崎 慎（おかざき まこと、1998年10月10日 - ）は、東京都北区出身のプロサッカー選手。Jリーグ・鹿児島ユナイテッドFC所属。ポジションは、ディフェンダー（DF）。

## 来歴
中学生時からFC東京の下部組織に所属。2016年に2種登録選手としてトップチームに登録され、J3リーグで開幕節からフル出場を続けた。U-23とU-18を行き来する過密日程の中、同年7月から8月に開催された日本クラブユース選手権では自身出場の5試合を1失点に抑える堅守で優勝に貢献。U-23では同年10月30日のJ3第27節SC相模原戦でJリーグ初得点をマークするなど、29試合2得点の成績を残し、同年12月に開催されたJリーグアウォーズにおいて、MYアウォーズのJ3部門ベストイレブンに選出された。
2017年、FC東京トップチームに昇格。尊敬する吉本一謙が着用していた背番号29を受け継いだ。シーズン前の怪我で出遅れていたが、J3第13節のY.S.C.C.横浜戦で先発復帰を果たした。
2018年、J1第4節・湘南ベルマーレ戦でJ1リーグ初出場を果たした。7月18日、第16節の柏レイソル戦では本職のセンターバックで初先発して無失点に抑え、続く7月22日の第17節の横浜F・マリノス戦ではJ1リーグ戦初得点をマークした。
2020年1月3日、清水エスパルスに期限付きで移籍することが発表された。9月12日の鹿島アントラーズ戦で負傷、右膝骨軟骨炎で全治4週間と診断された。
2020年10月1日、FC東京へ復帰した。上記の負傷により長期間欠場が決まったため、早期のレンタル終了となった。
2023年、ロアッソ熊本へ完全移籍。
2023年3月22日、トレーニング中に左足底腱膜損傷により約3ヶ月負傷離脱することが発表される。
2023年10月31日、左ヒザ側側副靭帯損傷で約8週間の負傷離脱することが発表される。
2024年5月21日、練習中に左上顎骨骨折、左頬骨骨折により手術後約6週間の負傷離脱が発表される。
2024年7月17日、FC岐阜へ2025年1月31日までの期限付き移籍することが発表される。同年12月、期限付き移籍期間満了により岐阜を退団。所属元の熊本からも契約満了による退団が発表された。
2024年12月25日、鹿児島ユナイテッドFCに加入。

## 人物
- 2023年10月24日、一般女性と入籍した[24]。

## 所属クラブ
- コアラSC
- 2011年 - 2013年 FC東京U-15深川[4]
- 2014年 - 2016年 FC東京U-18 (東京都立鷺宮高等学校[25])
  - 2016年  FC東京 (2種登録選手)
- 2017年 - 2022年  FC東京
  - 2020年 - 同年9月  清水エスパルス（期限付き移籍）
- 2023年 - 2024年  ロアッソ熊本
  - 2024年7月 - 同年12月  FC岐阜（期限付き移籍）
- 2025年 -   鹿児島ユナイテッドFC

## 個人成績
| 国内大会個人成績 | 国内大会個人成績 | 国内大会個人成績 | 国内大会個人成績 | 国内大会個人成績 | 国内大会個人成績 | 国内大会個人成績 | 国内大会個人成績 | 国内大会個人成績 | 国内大会個人成績 | 国内大会個人成績 | 国内大会個人成績 |
| 年度             | クラブ           | 背番号           | リーグ           | リーグ戦         | リーグ戦         | リーグ杯         | リーグ杯         | オープン杯       | オープン杯       | 期間通算         | 期間通算         |
| 年度             | クラブ           | 背番号           | リーグ           | 出場             | 得点             | 出場             | 得点             | 出場             | 得点             | 出場             | 得点             |
| 日本             | 日本             | 日本             | 日本             | リーグ戦         | リーグ戦         | リーグ杯         | リーグ杯         | 天皇杯           | 天皇杯           | 期間通算         | 期間通算         |
| ---------------- | ---------------- | ---------------- | ---------------- | ---------------- | ---------------- | ---------------- | ---------------- | ---------------- | ---------------- | ---------------- | ---------------- |
| 2017             | FC東京           | 29               | J1               | 0                | 0                | 0                | 0                | 0                | 0                | 0                | 0                |
| 2018             | FC東京           | 29               | J1               | 5                | 1                | 5                | 0                | 1                | 0                | 11               | 1                |
| 2019             | FC東京           | 29               | J1               | 7                | 0                | 6                | 0                | 2                | 0                | 15               | 0                |
| 2020             | 清水             | 24               | J1               | 9                | 0                | 3                | 0                | -                | -                | 12               | 0                |
| 2020             | FC東京           | 29               | J1               | 0                | 0                | -                | -                | -                | -                | 0                | 0                |
| 2021             | FC東京           | 29               | J1               | 9                | 0                | 7                | 0                | 1                | 0                | 17               | 0                |
| 2022             | FC東京           | 29               | J1               | 5                | 0                | 3                | 0                | 0                | 0                | 8                | 0                |
| 2023             | 熊本             | 6                | J2               | 3                | 0                | -                | -                | 0                | 0                | 3                | 0                |
| 2024             | 熊本             | 6                | J2               | 5                | 0                | 1                | 0                | 0                | 0                | 6                | 0                |
| 2024             | 岐阜             | 2                | J3               | 9                | 0                | -                | -                | -                | -                | 9                | 0                |
| 2025             | 鹿児島           | 29               | J3               |                  |                  |                  |                  |                  |                  |                  |                  |
| 通算             | 日本             | 日本             | J1               | 35               | 1                | 24               | 0                | 4                | 0                | 63               | 1                |
| 通算             | 日本             | 日本             | J2               | 8                | 0                | 1                | 0                | 0                | 0                | 9                | 0                |
| 通算             | 日本             | 日本             | J3               | 9                | 0                | -                | -                | -                | -                | 9                | 0                |
| 総通算           | 総通算           | 総通算           | 総通算           | 52               | 1                | 25               | 0                | 4                | 0                | 81               | 1                |

| 2016   | F東23  | 40     | J3     | 29 | 2 | 29 | 2 |
| 2017   | F東23  | 29     | J3     | 20 | 1 | 20 | 1 |
| 2018   | F東23  | 29     | J3     | 16 | 0 | 16 | 0 |
| 2019   | F東23  | 29     | J3     | 6  | 0 | 6  | 0 |
| 通算   | 日本   | 日本   | J3     | 71 | 3 | 71 | 3 |
| 総通算 | 総通算 | 総通算 | 総通算 | 71 | 3 | 71 | 3 |

- 2016年は2種登録選手

出場歴
- 2018年03月18日 : J1初出場 - 第04節 湘南ベルマーレ戦（味の素スタジアム）
- 2018年07月22日 : J1初得点 - 第17節 横浜F・マリノス戦（味の素スタジアム）
- 2016年03月13日 : J3初出場 - 第01節 SC相模原戦 (相模原ギオンスタジアム)
- 2016年10月30日 : J3初得点 - 第27節 SC相模原戦 (味の素フィールド西が丘)

## タイトル

### 代表
東京都選抜
- 国民体育大会サッカー競技 (2013年)

### クラブ
FC東京U-18
- 日本クラブユースサッカー選手権 (U-18)大会 (2016年)
- Jユースカップ (2016年)

### 個人
- 日本クラブユースサッカー選手権 (U-15)大会優秀選手 (2013年)
- J3リーグMYアウォーズ ベストイレブン（2016年）

## 代表歴
- U-21日本代表
  - アジア競技大会（2018年）準優勝
- U-22日本代表
  - トゥーロン国際大会（2019年）準優勝
  - 北中米遠征（2019年）
  - キリンチャレンジカップ（2019年）
- U-23日本代表
  - AFC U-23選手権（2020年）